# Liste der olympischen Medaillengewinner aus Slowenien
Die Liste der olympischen Medaillengewinner aus Slowenien listet alle Sportler aus Slowenien auf, die bei Olympischen Spielen eine Medaille gewinnen konnten. Das Olimpijski komite Slovenije wurde 1991 gegründet und 1993 vom Internationalen Olympischen Komitee aufgenommen.

## Medaillenbilanz
Bislang konnten Sportler aus Slowenien 55 olympische Medaillen (Sommer und Winter zusammen) erringen (14 × Gold, 18 × Silber und 23 × Bronze).
| Slowenien bei den Olympischen Sommerspielen                                        | Slowenien bei den Olympischen Sommerspielen | Slowenien bei den Olympischen Sommerspielen | Slowenien bei den Olympischen Sommerspielen | Slowenien bei den Olympischen Sommerspielen | Slowenien bei den Olympischen Sommerspielen |      | Slowenien bei den Olympischen Winterspielen | Slowenien bei den Olympischen Winterspielen | Slowenien bei den Olympischen Winterspielen | Slowenien bei den Olympischen Winterspielen | Slowenien bei den Olympischen Winterspielen | Slowenien bei den Olympischen Winterspielen |
| Jahr                                                                               | Gold                                        | Silber                                      | Bronze                                      | Gesamt                                      | Rang                                        | Jahr | Gold                                        | Silber                                      | Bronze                                      | Gesamt                                      | Rang                                        |                                             |
| 1992                                                                               | 0                                           | 0                                           | 2                                           | 2                                           | 52                                          |      | 1992                                        | 0                                           | 0                                           | 0                                           | 0                                           |                                             |
| 1996                                                                               | 0                                           | 2                                           | 0                                           | 2                                           | 63                                          |      | 1994                                        | 0                                           | 0                                           | 3                                           | 3                                           | 20                                          |
| 2000                                                                               | 2                                           | 0                                           | 0                                           | 2                                           | 35                                          |      | 1998                                        | 0                                           | 0                                           | 0                                           | 0                                           |                                             |
| 2004                                                                               | 0                                           | 1                                           | 3                                           | 4                                           | 63                                          |      | 2002                                        | 0                                           | 0                                           | 1                                           | 1                                           | 23                                          |
| 2008                                                                               | 1                                           | 2                                           | 2                                           | 5                                           | 41                                          |      | 2006                                        | 0                                           | 0                                           | 0                                           | 0                                           |                                             |
| 2012                                                                               | 1                                           | 1                                           | 2                                           | 4                                           | 42                                          |      | 2010                                        | 0                                           | 2                                           | 1                                           | 3                                           | 21                                          |
| 2016                                                                               | 1                                           | 2                                           | 1                                           | 4                                           | 45                                          |      | 2014                                        | 2                                           | 2                                           | 4                                           | 8                                           | 16                                          |
| 2020                                                                               | 3                                           | 1                                           | 1                                           | 5                                           | 31                                          |      | 2018                                        | 0                                           | 1                                           | 1                                           | 2                                           |                                             |
| 2024                                                                               | 2                                           | 1                                           | 0                                           | 3                                           | 34                                          |      | 2022                                        | 2                                           | 3                                           | 2                                           | 7                                           | 15                                          |
| Gesamt                                                                             | 10                                          | 10                                          | 11                                          | 31                                          |                                             |      | Gesamt                                      | 4                                           | 8                                           | 12                                          | 24                                          |                                             |
| \| \| Gold \| Silber \| Bronze \| Gesamt \| \| Ges. S+W \| 14 \| 18 \| 23 \| 55 \| |                                             |                                             |                                             |                                             |                                             |      |                                             |                                             |                                             |                                             |                                             |                                             |
|                                                                                    | Gold                                        | Silber                                      | Bronze                                      | Gesamt                                      |                                             |      |                                             |                                             |                                             |                                             |                                             |                                             |
| Ges. S+W                                                                           | 14                                          | 18                                          | 23                                          | 55                                          |                                             |      |                                             |                                             |                                             |                                             |                                             |                                             |

## Medaillengewinner

### B
- Urša Bogataj – Skispringen (2-0-0)
Peking 2022: Gold, Einzel Normalschanze
Peking 2022: Gold, Teamspringen Mixed
- Brigita Bukovec – Leichtathletik (0-1-0)
Atlanta 1996: Silber, 100 m Hürden Frauen

### C
- Jolanda Čeplak – Leichtathletik (0-0-1)
Athen 2004: Bronze, 800 m Frauen
- Iztok Čop – Rudern (1-1-2)
Barcelona 1992: Bronze, Zweier ohne Steuermann
Sydney 2000: Gold, Doppelzweier Männer
Athen 2004: Silber, Doppelzweier Männer
London 2012: Bronze, Doppelzweier Männer

### D
- Rajmond Debevec – Schießen (1-0-2)
Sydney 2000: Gold, Kleinkaliber-Dreistellungskampf Männer
Peking 2008: Bronze, Kleinkaliber-Dreistellungskampf Männer
London 2012: Bronze, Kleinkaliber liegend Männer
- Alenka Dovžan – Ski Alpin (0-0-1)
Lillehammer 1994: Bronze, Alpine Kombination Frauen

### F
- Vesna Fabjan – Skilanglauf (0-0-1)
Sotschi 2014: Bronze, Sprint Frauen
- Jakov Fak – Biathlon (0-1-0)
Pyeongchang 2018: Silber, 20 km Einzel Männer
- Damjan Fras – Skispringen (0-0-1)
Salt Lake City 2002: Bronze, Team Männer

### G
- Janja Garnbret – Sportklettern (2-0-0)
Tokio 2020: Gold, Olympische Kombination Frauen
Paris 2024: Gold, Boulder & Lead
- Teja Gregorin – Biathlon (0-0-1)
Sotschi 2014: Bronze, 10 km Verfolgung Frauen

### I
- Sara Isakovič – Schwimmen (0-1-0)
Peking 2008: Silber, 200 m Freistil Frauen

### J
- Milan Janša – Rudern (0-0-1)
Barcelona 1992: Bronze, Vierer ohne Steuermann

### K
- Peter Kauzer – Kanuslalom (0-1-0)
Rio de Janeiro 2016: Silber, Einer-Kajak Männer
- Janez Klemenčič – Rudern (0-0-1)
Barcelona 1992: Bronze, Vierer ohne Steuermann
- Katja Koren – Ski Alpin (0-0-1)
Lillehammer 1994: Bronze, Slalom Frauen
- Lovro Kos – Skispringen (0-1-0)
Peking 2022: Silber, Teamspringen Männer
- Jure Košir – Ski Alpin (0-0-1)
Lillehammer 1994: Bronze, Slalom Männer
- Žan Košir – Snowboard (0-1-2)
Sotschi 2014: Silber, Parallelslalom Männer
Sotschi 2014: Bronze, Parallel-Riesenslalom Männer
Pyeongchang 2018: Bronze, Parallel-Riesenslalom Männer
- Gloria Kotnik – Snowboard (0-0-1)
Peking 2022: Bronze, Parallel-Riesenslalom Frauen
- Primož Kozmus – Leichtathletik (1-1-0)
Peking 2008: Gold, Hammerwurf Männer
London 2012: Silber, Hammerwurf Männer
- Robert Kranjec – Skispringen (0-0-1)
Salt Lake City 2002: Bronze, Team Männer
- Žan Kranjec – Ski Alpin (0-1-0)
Peking 2022: Silber, Riesenslalom Männer
- Nika Križnar – Skispringen (1-0-1)
Peking 2022: Gold, Teamspringen Mixed
Peking 2022: Bronze, Einzel Normalschanze Frauen

### L
- Andreja Leški – Judo (1-0-0)
Paris 2024: Gold, Halbmittelgewicht Frauen

### M
- Petra Majdič – Skilanglauf (0-0-1)
Vancouver 2010: Bronze, Sprint klassisch Frauen
- Tim Mastnak – Snowboard (0-1-0)
Peking 2022: Silber, Parallel-Riesenslalom Männer
- Tina Maze – Ski Alpin (2-2-0)
Vancouver 2010: Silber, Super-G Frauen
Vancouver 2010: Silber, Riesenslalom Frauen
Sotschi 2014: Gold, Abfahrt Frauen
Sotschi 2014: Gold, Riesenslalom Frauen
- Sašo Mirjanič – Rudern (0-0-1)
Barcelona 1992: Bronze, Vierer ohne Steuermann
- Sadik Mujkič – Rudern (0-0-1)
Barcelona 1992: Bronze, Vierer ohne Steuermann

### P
- Primož Peterka – Skispringen (0-0-1)
Salt Lake City 2002: Bronze, Team Männer
- Tadej Pogačar – Radsport (0-0-1)
Tokio 2020: Bronze, Straßenrennen Männer
- Lucija Polavder – Judo (0-0-1)
Peking 2008: Bronze, Schwergewicht Frauen
- Cene Prevc – Skispringen (0-1-0)
Peking 2022: Silber, Teamspringen Männer
- Peter Prevc – Skispringen (1-2-1)
Sotschi 2014: Silber, Einzel Normalschanze Männer
Sotschi 2014: Bronze, Einzel Großschanze Männer
Peking 2022: Gold, Teamspringen Mixed
Peking 2022: Silber, Teamspringen Männer

### R
- Primož Roglič – Radsport (1-0-0)
Tokio 2020: Gold, Einzelzeitfahren Männer

### S
- Benjamin Savšek – Kanuslalom (1-0-0)
Tokio 2020: Gold, Einer-Canadier Männer
- Luka Špik – Rudern (1-1-1)
Sydney 2000: Gold, Doppelzweier Männer
Athen 2004: Silber, Doppelzweier Männer
London 2012: Bronze, Doppelzweier Männer

### T
- Tina Trstenjak – Judo (1-1-0)
Rio de Janeiro 2016: Gold, Halbmittelgewicht Frauen
Tokio 2020: Silber, Halbmittelgewicht Frauen

### V
- Andraž Vehovar – Kanuslalom (0-1-0)
Atlanta 1996: Silber, Einer-Kajak Männer
- Anamari Velenšek – Judo (0-0-1)
Rio de Janeiro 2016: Bronze, Halbschwergewicht Frauen
- Andreja Leški – Segeln (0-1-0)
Paris 2024: Silber, Formula Kite Männer

### Z
- Timi Zajc – Skispringen (1-1-0)
Peking 2022: Gold, Teamspringen Mixed
Peking 2022: Silber, Teamspringen Männer
- Vasilij Žbogar – Segeln (0-1-1)
Athen 2004: Bronze, Laser Männer
Rio de Janeiro 2016: Silber, Finn Dinghy Männer
- Urška Žolnir – Judo (1-0-1)
Athen 2004: Bronze, Halbmittelgewicht Frauen
London 2012: Gold, Halbmittelgewicht Frauen
- Peter Žonta – Skispringen (0-0-1)
Salt Lake City 2002: Bronze, Team Männer
- Denis Žvegelj – Rudern (0-0-1)
Barcelona 1992: Bronze, Zweier ohne Steuermann